# 라이잔산
라이잔산(일본어: 雷山 라이잔[*])은 일본 후쿠오카현 이토시마시와 사가현 사가시 경계에 있는 최대높이 954.5 m의 산이다. 세후리산지에 속하는 산으로 세후리산지 북부의 분수령이기도 하다.
산 정상은 후쿠오카현에 속한다. 북쪽 사면은 깎아지른 낭떠러지를 이루며, 산 정상에서는 후쿠오카시 시가지와 겐카이나다를 볼 수 있다.
세후리산지는 화강암질 산맥에 속하지만 라이잔산은 그 중에서도 드물게 사문암이나 녹렴암 결정편리 변성암질을 볼 수 있다.